# Takahiko Sumida
Takahiko Sumida (født 12. marts 1991) er en japansk tidligere professionel fodboldspiller.
Han har spillet for flere forskellige klubber i sin karriere, herunder Oita Trinita, Gainare Tottori og Grulla Morioka.